# Aspach (Opper-Oostenrijk)
Aspach is een gemeente in de Oostenrijkse deelstaat Opper-Oostenrijk, gelegen in het district Braunau am Inn. De gemeente heeft ongeveer 2300 inwoners.

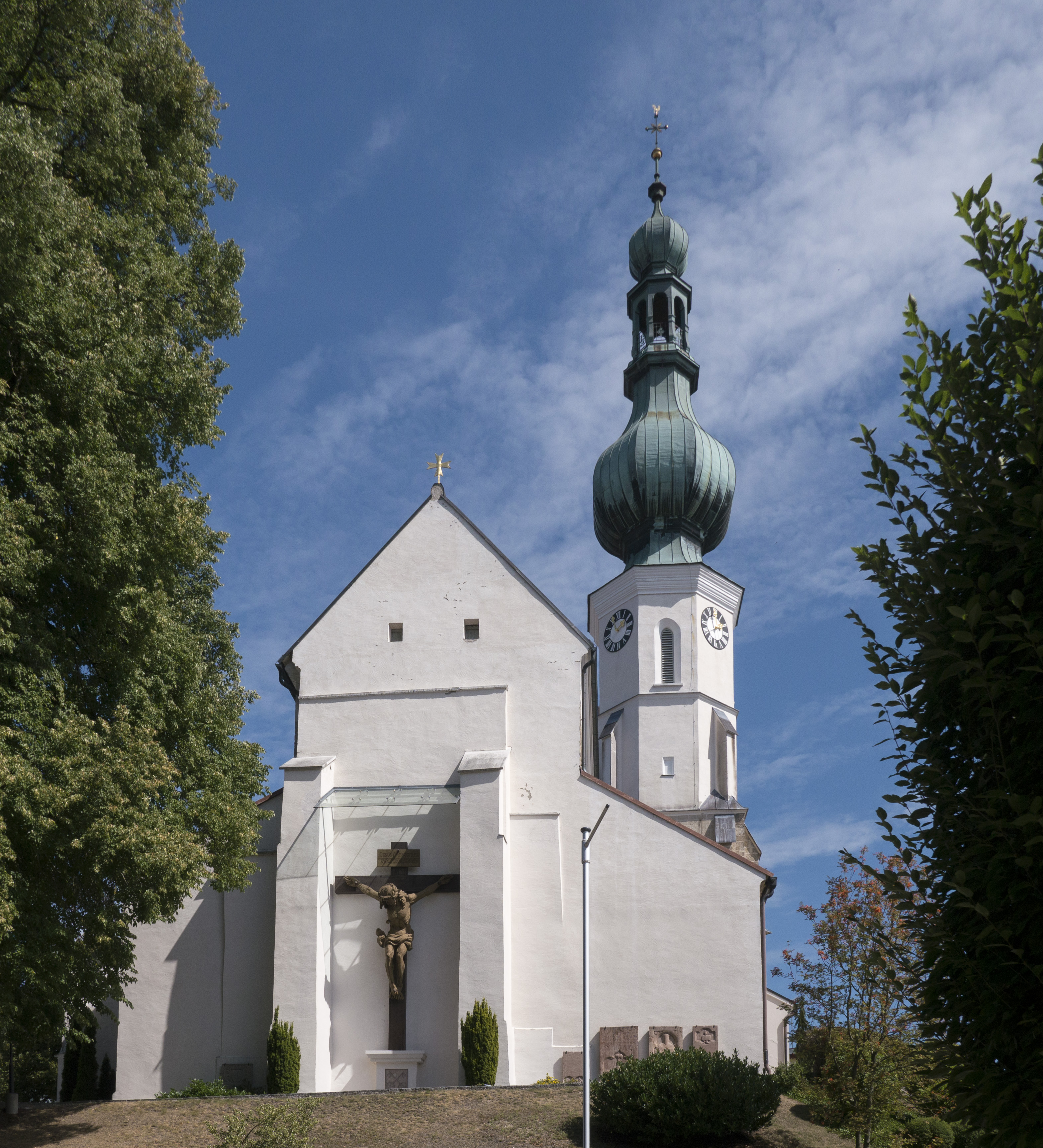
Kerk in Aspach

## Geografie
Aspach heeft een oppervlakte van 31,45 km². Het ligt in het centrum van het land, ten noorden van het geografisch middelpunt. De gemeente is niet ver verwijderd van de Duitse grens.
Altheim · Aspach · Auerbach · Braunau am Inn · Burgkirchen · Eggelsberg · Feldkirchen bei Mattighofen · Franking · Geretsberg · Gilgenberg am Weilhart · Haigermoos · Handenberg · Helpfau-Uttendorf · Hochburg-Ach · Höhnhart · Jeging · Kirchberg bei Mattighofen · Lengau · Lochen am See · Maria Schmolln · Mattighofen · Mauerkirchen · Mining · Moosbach · Moosdorf · Munderfing · Neukirchen an der Enknach · Ostermiething · Palting · Perwang am Grabensee · Pfaffstätt · Pischelsdorf am Engelbach · Polling im Innkreis · Roßbach · St. Georgen am Fillmannsbach · St. Johann am Walde · St. Pantaleon · St. Peter am Hart · St. Radegund · St. Veit im Innkreis · Schalchen · Schwand im Innkreis · Tarsdorf · Treubach · Überackern · Weng im Innkreis
- Gemeinsame Normdatei: 4207062-4
- Library of Congress Control Number: n79062387
- MusicBrainz: 880c4a5b-393d-43c7-aba7-0b224884fe18
- Nationale Bibliotheek van Israël: 987007564359105171
- Virtual International Authority File: 157093488